# アウトバーン 2
アウトバーン 2（独：Bundesautobahn 2、BAB 2 または A 2）はドイツの高速道路、アウトバーンの一路線である。

## 概要
ルール地方のオーバーハウゼンからベルリンのベルリン環状道路（Berliner Ring、アウトバーン 10）にかけて、北部ドイツを東西に486kmの路線を持つ主要道路である。ドイツの最大都市圏、ルール地方とドイツの首都ベルリンを結ぶ。ルール地方北部を西から東へ横断し、同地方東端付近でA1と交差する。ハムを通り過ぎてから北東行きでビーレフェルトに向かい、ミュンスターラント地方南東部とオストヴェストファーレン（東ヴェストファーレン）地方を横断する。ニーダーザクセン州との州境付近で東行きに曲がり、同州南部を横断する。同州の州都ハノーファー付近でA7と交差する。ヴォルフスブルクを通り過ぎた後、ザクセン＝アンハルト州に入る。同州の州都マクデブルクを経由し、ブランデンブルク州に入り、同州の州都ポツダム付近でA10に入る。

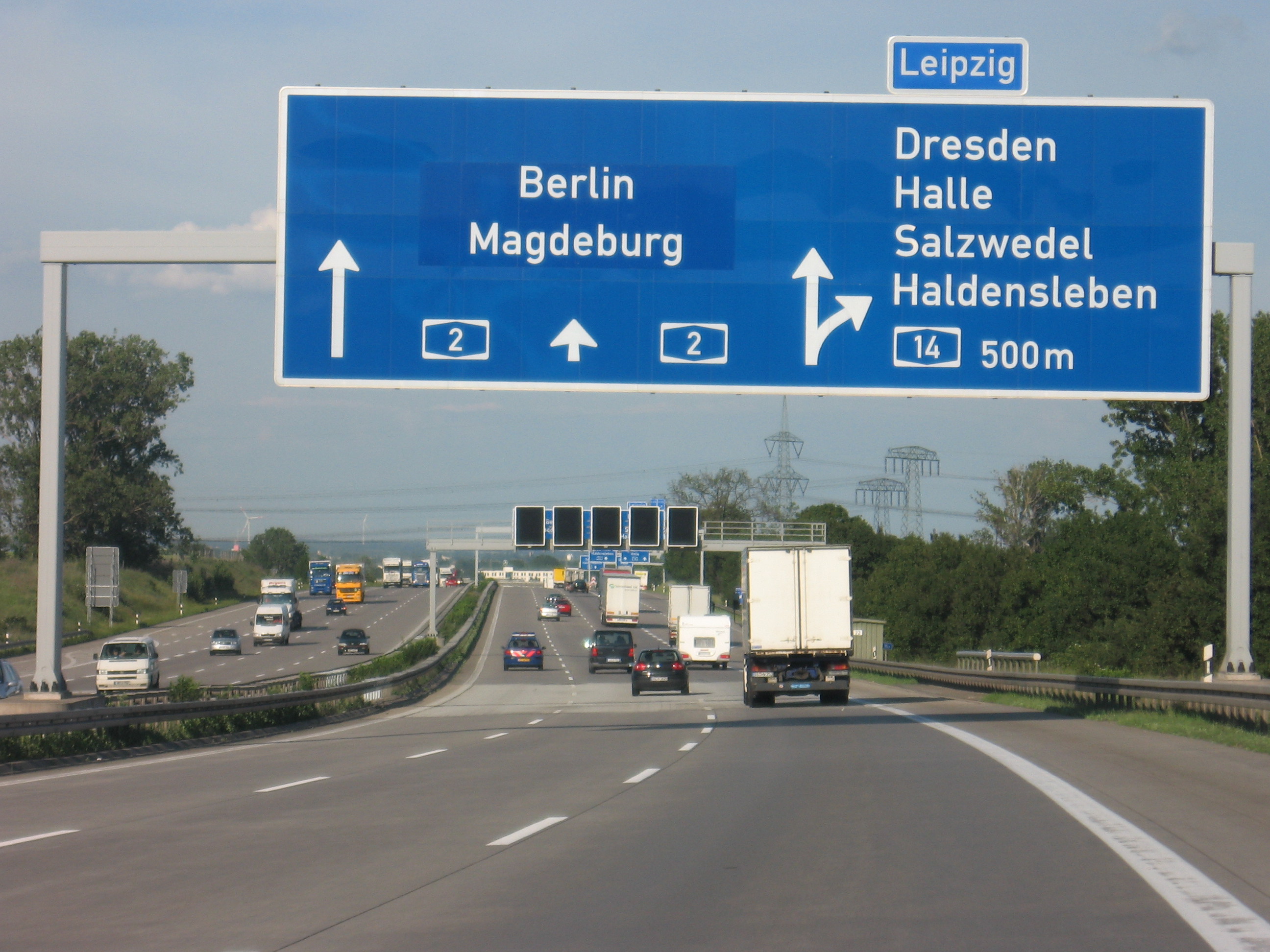
マクデブルク交差点付近、東行き
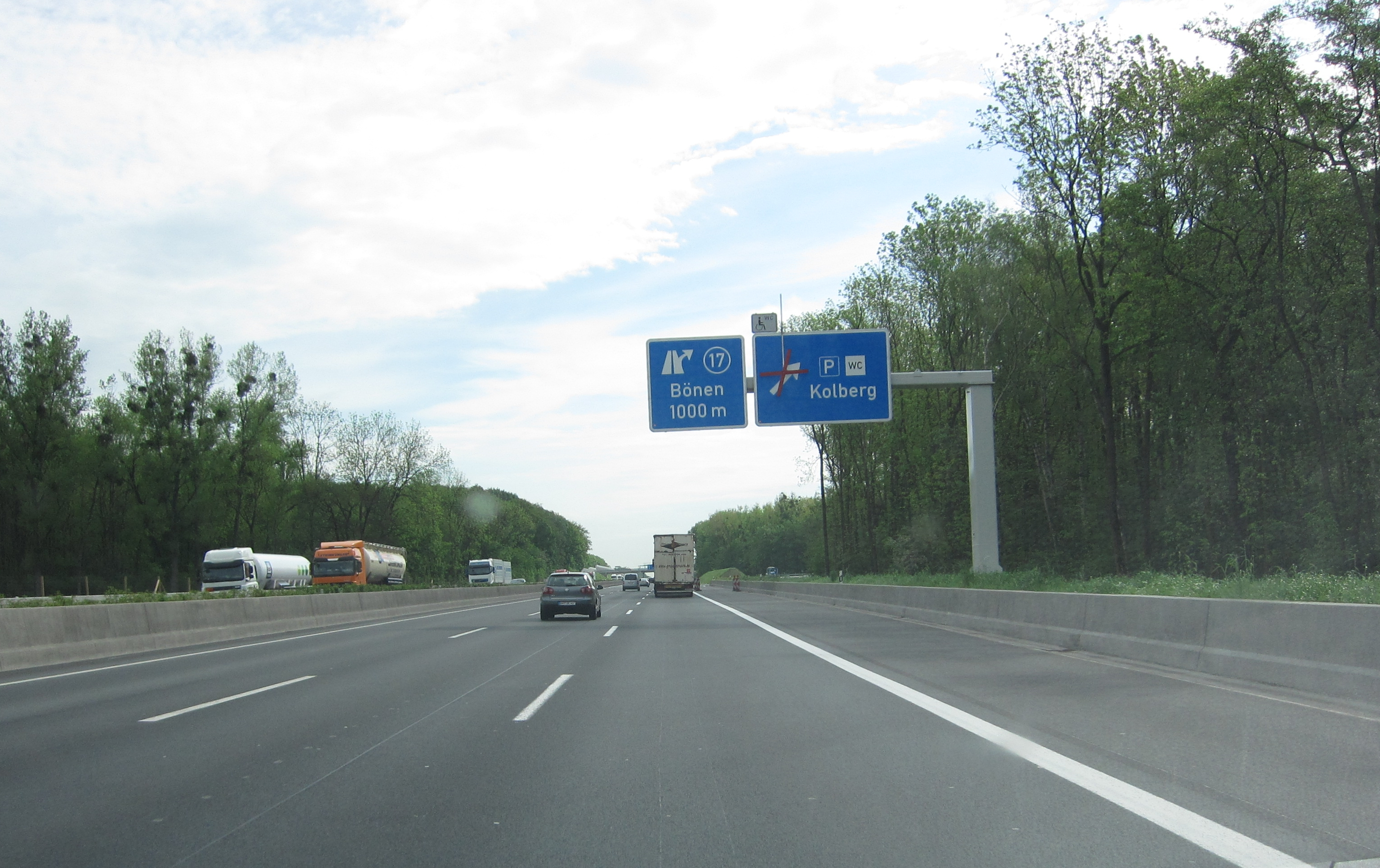
ハム付近、東行き
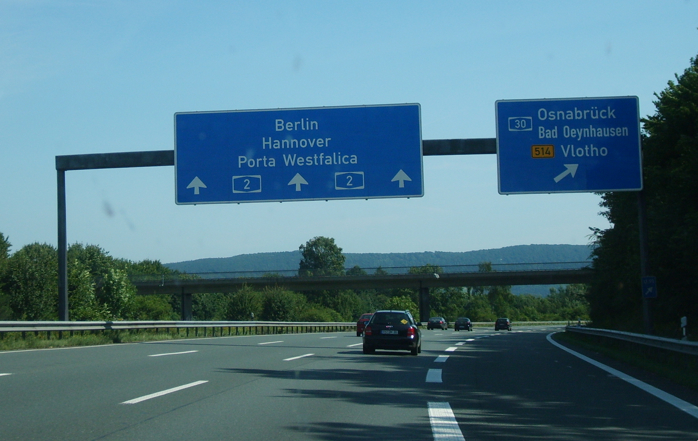
ビーレフェルト付近、東行き
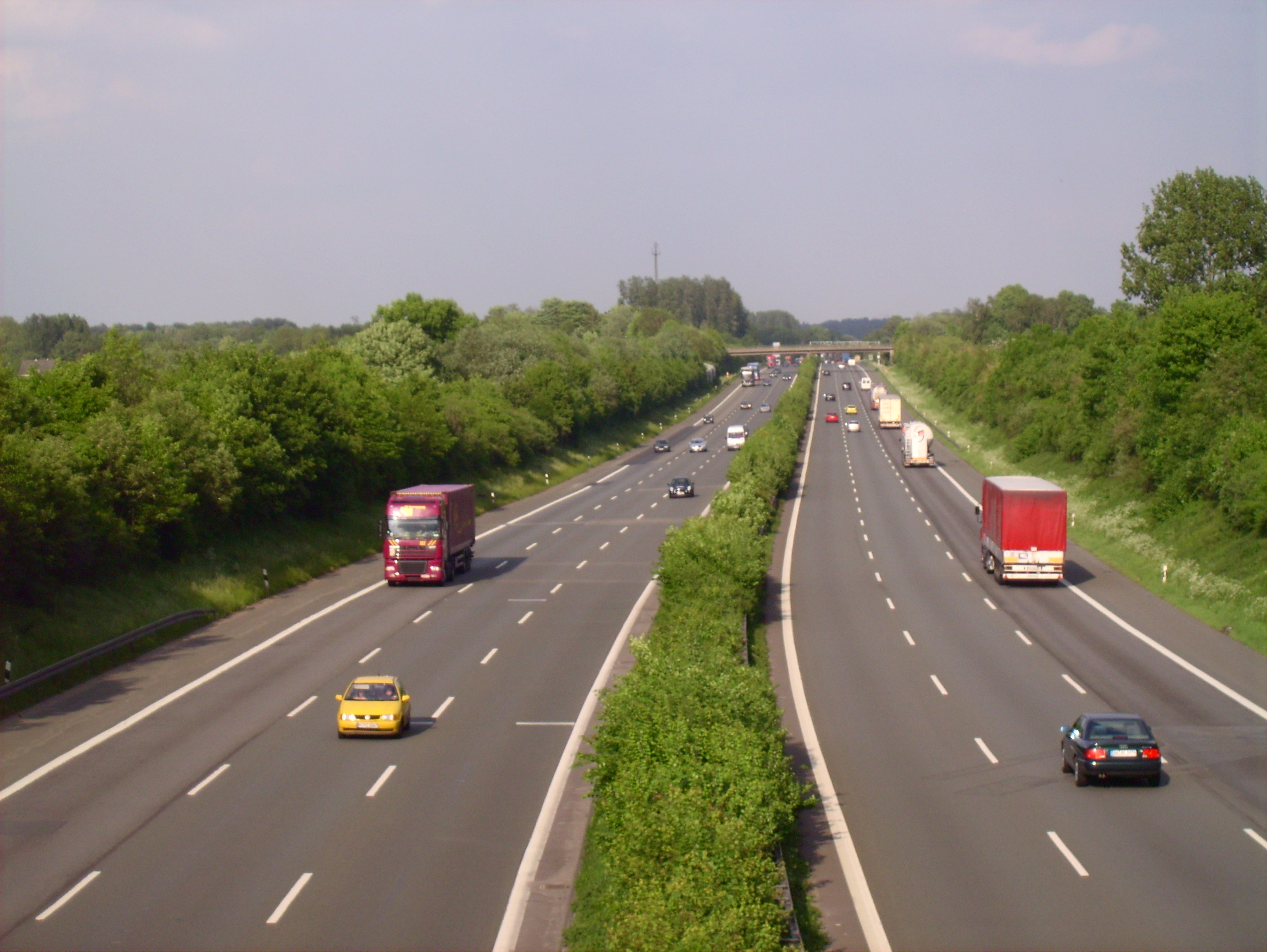
ドルトムント付近

## 行程
- 計画段階の新規インターチェンジおよびジャンクションは含まれていない。
- 接続路線名の特記がないものは州道または郡道。

| アウトバーン 2の行程一覧表 | アウトバーン 2の行程一覧表                   | アウトバーン 2の行程一覧表                                             | アウトバーン 2の行程一覧表      | アウトバーン 2の行程一覧表          |
| IC 番号                    | 施設名                                       | 施設名                                                                 | 接続路線名                      | 州                                  |
| -------------------------- | -------------------------------------------- | ---------------------------------------------------------------------- | ------------------------------- | ----------------------------------- |
| 1                          | ジャンクション                               | オーバーハウゼン交差点 Kreuz Oberhausen                                | アウトバーン 3 アウトバーン 516 | ノルトライン＝ ヴェストファーレン州 |
| 2                          | インターチェンジ                             | オーバーツハウゼン＝ケーニヒスハルト Oberhausen-Königshardt            | --                              | ノルトライン＝ ヴェストファーレン州 |
| 3                          | インターチェンジ                             | ボトロップ Bottrop                                                     | --                              | ノルトライン＝ ヴェストファーレン州 |
| 3                          | ジャンクション                               | ボトロップ分岐点 Dreieck Bottrop                                       | アウトバーン 31                 | ノルトライン＝ ヴェストファーレン州 |
| 4                          | インターチェンジ                             | グラットベック＝エリングホルスト Gladbeck-Ellinghorst                  | --                              | ノルトライン＝ ヴェストファーレン州 |
| 5                          | インターチェンジ                             | エッセン/グラットベック Essen / Gladbeck                               | 連邦道路224号線                 | ノルトライン＝ ヴェストファーレン州 |
| 6                          | インターチェンジ                             | ゲルゼンキルヒェン＝ブール Gelsenkirchen-Buer                          | --                              | ノルトライン＝ ヴェストファーレン州 |
| 7                          | インターチェンジ                             | ヘルテン Herten                                                        | --                              | ノルトライン＝ ヴェストファーレン州 |
| 8                          | ジャンクション                               | レックリングハウゼン交差点 Kreuz Recklinghausen                        | アウトバーン 43                 | ノルトライン＝ ヴェストファーレン州 |
| 9                          | インターチェンジ                             | レックリングハウゼン＝南 Recklinghausen-Süd                            | --                              | ノルトライン＝ ヴェストファーレン州 |
| 10                         | インターチェンジ                             | レックリングハウゼン＝東 Recklinghausen-Ost                            | --                              | ノルトライン＝ ヴェストファーレン州 |
| 11                         | インターチェンジ                             | ヘンリヒェンブルク Henrichenburg                                       | 連邦道路235号線                 | ノルトライン＝ ヴェストファーレン州 |
| 12                         | インターチェンジ                             | ドルトムント＝北西交差点 Kreuz Dortmund-Nordwest                       | アウトバーン 45                 | ノルトライン＝ ヴェストファーレン州 |
| 12                         | インターチェンジ                             | ドルトムント＝メンゲデ Dortmund-Mengede                                | --                              | ノルトライン＝ ヴェストファーレン州 |
| 13                         | アウトバーン規格の連邦道路とのジャンクション | ドルトムント＝北東 Dortmund-Nordost                                    | 連邦道路236号線                 | ノルトライン＝ ヴェストファーレン州 |
| 14                         | インターチェンジ                             | ドルトムント＝ランストロップ Dortmund-Lanstrop                         | --                              | ノルトライン＝ ヴェストファーレン州 |
| 15                         | インターチェンジ                             | カーメン/ベルクカーメン Kamen / Bergkamen                              | 連邦道路61号線                  | ノルトライン＝ ヴェストファーレン州 |
| 16                         | ジャンクション                               | カーメン交差点 Kamener Kreuz                                           | アウトバーン 1                  | ノルトライン＝ ヴェストファーレン州 |
| 17                         | インターチェンジ                             | ベーネン Bönen                                                         | --                              | ノルトライン＝ ヴェストファーレン州 |
| 18                         | インターチェンジ                             | ハム Hamm                                                              | 連邦道路63号線                  | ノルトライン＝ ヴェストファーレン州 |
| 19                         | インターチェンジ                             | ハム＝ユントロップ Hamm-Uentrop                                        | --                              | ノルトライン＝ ヴェストファーレン州 |
| 20                         | インターチェンジ                             | ベックム Beckum                                                        | 連邦道路475号線                 | ノルトライン＝ ヴェストファーレン州 |
| 21                         | インターチェンジ                             | エルデ Oelde                                                           | --                              | ノルトライン＝ ヴェストファーレン州 |
| 22                         | インターチェンジ                             | ヘルツェブロック＝クラーホルツ Herzebrock-Clarholz                     | --                              | ノルトライン＝ ヴェストファーレン州 |
| 23                         | アウトバーン規格の連邦道路とのジャンクション | レーダ＝ヴィーデンブリュック Rheda-Wiedenbrück                         | 連邦道路64号線                  | ノルトライン＝ ヴェストファーレン州 |
| 24                         | インターチェンジ                             | ギュータースロー Gütersloh                                             | --                              | ノルトライン＝ ヴェストファーレン州 |
| 25                         | ジャンクション                               | ビーレフェルト交差点 Kreuz Bielefeld                                   | アウトバーン 33                 | ノルトライン＝ ヴェストファーレン州 |
| 26                         | インターチェンジ                             | ビーレフェルト＝南 Bielefeld-Süd                                       | --                              | ノルトライン＝ ヴェストファーレン州 |
| 27                         | アウトバーン規格の連邦道路とのジャンクション | ビーレフェルト＝東 Bielefeld-Ost                                       | 連邦道路66号線                  | ノルトライン＝ ヴェストファーレン州 |
| 28                         | インターチェンジ                             | オストヴェストファーレン/リッペ Ostwestfalen / Lippe                   | --                              | ノルトライン＝ ヴェストファーレン州 |
| 29                         | アウトバーン規格の連邦道路とのジャンクション | ヘルフォルト/バート・ザルツウフレン Herford / Bad Salzuflen            | 連邦道路239号線                 | ノルトライン＝ ヴェストファーレン州 |
| 30                         | インターチェンジ                             | ヘルフォルト＝東 Herford-Ost                                           | --                              | ノルトライン＝ ヴェストファーレン州 |
| 31                         | インターチェンジ                             | フロート＝西 Vlotho-West                                               | --                              | ノルトライン＝ ヴェストファーレン州 |
| 32                         | ジャンクション                               | バート・エーンハウゼン交差点 Kreuz Bad Oeynhausen                      | アウトバーン 30                 | ノルトライン＝ ヴェストファーレン州 |
| 33                         | インターチェンジ                             | ポルタ・ヴェストファーリカ Porta Westfalica                            | 連邦道路482号線                 | ノルトライン＝ ヴェストファーレン州 |
| 34                         | インターチェンジ                             | フェルトハイム Veltheim                                                | --                              | ノルトライン＝ ヴェストファーレン州 |
| 35                         | インターチェンジ                             | バート・アイルゼン（西インター） Bad Eilsen (Ausfahrt West)            | 連邦道路83号線                  | ニーダーザクセン州                  |
| 35                         | インターチェンジ                             | バート・アイルゼン（東インター、出口のみ） Bad Eilsen (Ausfahrt Ost)   | --                              | ニーダーザクセン州                  |
| 36                         | インターチェンジ                             | レーレン Rehren                                                        | --                              | ニーダーザクセン州                  |
| 37                         | インターチェンジ                             | ラウエナウ Lauenau                                                     | 連邦道路442号線                 | ニーダーザクセン州                  |
| 38                         | インターチェンジ                             | バート・ネナドルフ Bad Nenndorf                                        | 連邦道路65号線                  | ニーダーザクセン州                  |
| 39                         | インターチェンジ                             | ヴンストルフ＝コーレンフェルト Wunstorf-Kolenfeld                      | --                              | ニーダーザクセン州                  |
| 40                         | インターチェンジ                             | ヴンストルフ＝ルーテ Wunstorf-Luthe                                    | 連邦道441号線                   | ニーダーザクセン州                  |
| 41                         | インターチェンジ                             | ガルプセン Garbsen                                                     | --                              | ニーダーザクセン州                  |
| 42                         | インターチェンジ                             | ハノーファー＝ヘレンハウゼン Hannover-Herrenhausen                     | 連邦道路6号線                   | ニーダーザクセン州                  |
| 43                         | ジャンクション                               | ハノーファー＝西分岐点 Dreieck Hannover-West                           | アウトバーン 352                | ニーダーザクセン州                  |
| 44                         | インターチェンジ                             | ハノーファー/ランゲンハーゲン Hannover/Langenhagen                     | 連邦道路522号線                 | ニーダーザクセン州                  |
| 45                         | インターチェンジ                             | ハノーファー＝ボートフェルト Hannover-Bothfeld                         | --                              | ニーダーザクセン州                  |
| 46                         | インターチェンジ                             | ハノーファー＝ラーエ Hannover-Lahe                                     | --                              | ニーダーザクセン州                  |
| 47                         | ジャンクション                               | ハノーファー＝ブーフホルツ交差点 Kreuz Hannover-Buchholz               | アウトバーン 37                 | ニーダーザクセン州                  |
| 48                         | ジャンクション                               | ハノーファー＝東交差点 Kreuz Hannover Ost                              | アウトバーン 7                  | ニーダーザクセン州                  |
| 49                         | インターチェンジ                             | レルテ Lehrte                                                          | 連邦道路443号線                 | ニーダーザクセン州                  |
| 50                         | インターチェンジ                             | レルテ＝東 Lehrte-Ost                                                  | --                              | ニーダーザクセン州                  |
| 51                         | インターチェンジ                             | ヘーメラーヴァルト Hämelerwald                                         | --                              | ニーダーザクセン州                  |
| 52                         | インターチェンジ                             | パイネ Peine                                                           | 連邦道路444号線                 | ニーダーザクセン州                  |
| 52                         | インターチェンジ                             | パイネ＝東 Peine-Ost                                                   | --                              | ニーダーザクセン州                  |
| 53                         | インターチェンジ                             | ブラウンシュヴァイク＝ヴァーテンビュッテル Braunschweig-Watenbüttel    | 連邦道路214号線                 | ニーダーザクセン州                  |
| 54                         | インターチェンジ                             | ブラウンシュヴァイク＝港 Braunschweig-Hafen                            | --                              | ニーダーザクセン州                  |
| 55                         | ジャンクション                               | ブラウンシュヴァイク＝北交差点 Kreuz Braunschweig-Nord                 | アウトバーン 391                | ニーダーザクセン州                  |
| 56                         | インターチェンジ                             | ブラウンシュヴァイク＝空港 Braunschweig-Flughafen                      | --                              | ニーダーザクセン州                  |
| 57                         | インターチェンジ                             | ブラウンシュヴァイク＝東/レーレ Braunschweig-Ost / Lehre               | 連邦道路248号線                 | ニーダーザクセン州                  |
| 58                         | ジャンクション                               | ヴォルフスブルク/ケーニヒスルッター交差点 Kreuz Wolfsburg/Königslutter | アウトバーン 39                 | ニーダーザクセン州                  |
| 59                         | インターチェンジ                             | ケーニヒスルッター Königslutter                                        | --                              | ニーダーザクセン州                  |
| 60                         | インターチェンジ                             | レンナウ Rennau                                                        | --                              | ニーダーザクセン州                  |
| 61                         | インターチェンジ                             | ヘルムシュテット＝西 Helmstedt-West                                    | 連邦道路244号線                 | ニーダーザクセン州                  |
| 62                         | インターチェンジ                             | ヘルムシュテット＝中央 Helmstedt-Zentrum                               | --                              | ニーダーザクセン州                  |
| 63                         | インターチェンジ                             | ヘルムシュテット＝東 Helmstedt-Ost                                     | 連邦道路1号線                   | ニーダーザクセン州                  |
| 63                         | インターチェンジ                             | マリエンボルン/ヘルムシュテット Marienborn / Helmstedt                 | 連邦道路1号線                   | ザクセン＝ アンハルト州             |
| 64                         | インターチェンジ                             | アレリンガースレーベン Alleringersleben                                | --                              | ザクセン＝ アンハルト州             |
| 65                         | インターチェンジ                             | アイルスレーベン Eilsleben                                             | 連邦道路245号線                 | ザクセン＝ アンハルト州             |
| 66                         | インターチェンジ                             | ボルンシュテット Bornstedt                                             | 連邦道路1号線                   | ザクセン＝ アンハルト州             |
| 67                         | インターチェンジ                             | イルクスレーベン Irxleben                                              | --                              | ザクセン＝ アンハルト州             |
| 68                         | ジャンクション                               | マクデブルク交差点 Kreuz Magdeburg                                     | アウトバーン 14                 | ザクセン＝ アンハルト州             |
| 69                         | インターチェンジ                             | マクデブルク＝カンネンシュティーク Magdeburg-Kannenstieg               | 連邦道路71号線                  | ザクセン＝ アンハルト州             |
| 70                         | アウトバーン規格の連邦道路とのジャンクション | マクデブルク＝中央 Magdeburg-Zentrum                                   | 連邦道路189号線                 | ザクセン＝ アンハルト州             |
| 71                         | インターチェンジ                             | マクデブルク＝ローテンゼー Magdeburg-Rothensee                         | --                              | ザクセン＝ アンハルト州             |
| 72                         | インターチェンジ                             | ロースタウ Lostau                                                      | --                              | ザクセン＝ アンハルト州             |
| 73                         | インターチェンジ                             | ブルク＝中央 Burg-Zentrum                                              | 連邦道路1号線                   | ザクセン＝ アンハルト州             |
| 74                         | インターチェンジ                             | ブルク＝東 Burg-Ost                                                    | 連邦道路246a号線                | ザクセン＝ アンハルト州             |
| 75                         | インターチェンジ                             | テーセン Theeßen                                                       | --                              | ザクセン＝ アンハルト州             |
| 76                         | インターチェンジ                             | ツィーザー Ziesar                                                      | --                              | ブランデンブルク州                  |
| 77                         | インターチェンジ                             | ヴォリン Wollin                                                        | --                              | ブランデンブルク州                  |
| 78                         | インターチェンジ                             | ブランデンブルク Brandenburg                                           | 連邦道路102号線                 | ブランデンブルク州                  |
| 79                         | インターチェンジ                             | ネッツェン Netzen                                                      | --                              | ブランデンブルク州                  |
| 80                         | インターチェンジ                             | レーニン Lehnin                                                        | --                              | ブランデンブルク州                  |
| 81                         | ジャンクション                               | ヴェルダー分岐点 Dreieck Werder                                        | アウトバーン 10                 | ブランデンブルク州                  |

## 歴史
A 1とともに計画は1920年代に始まり、1930年代に一部完成した。A 1とA 2間のジャンクションであるカーメン交差点（Kamener Kreuz）は1937年に開設され、ドイツにおける2番めのクローバー型ジャンクションであった。
ドイツの東西分断時代にニーダーザクセン州のヘルムシュテットとザクセン＝アンハルト州とマリエンボルンの間に国境があった。A2は、1971年以後東ドイツ政府が西ドイツ本土と西ベルリンの間に正式なトランジット路線を認めた後、現在のザクセン＝アンハルト州とブランデンブルク州にある区間が主要なトランジット路線の一つとなった。また、西ドイツ本土と西ベルリンを結ぶ最短の幹線でもあった。

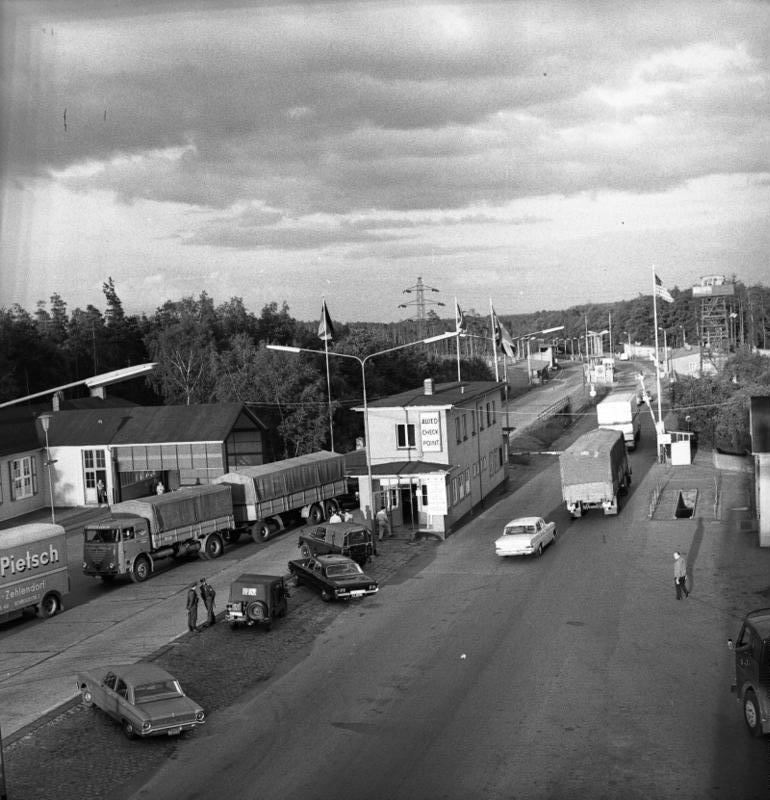
ヘルムシュテットにおける東西ドイツの国境部（1967年）
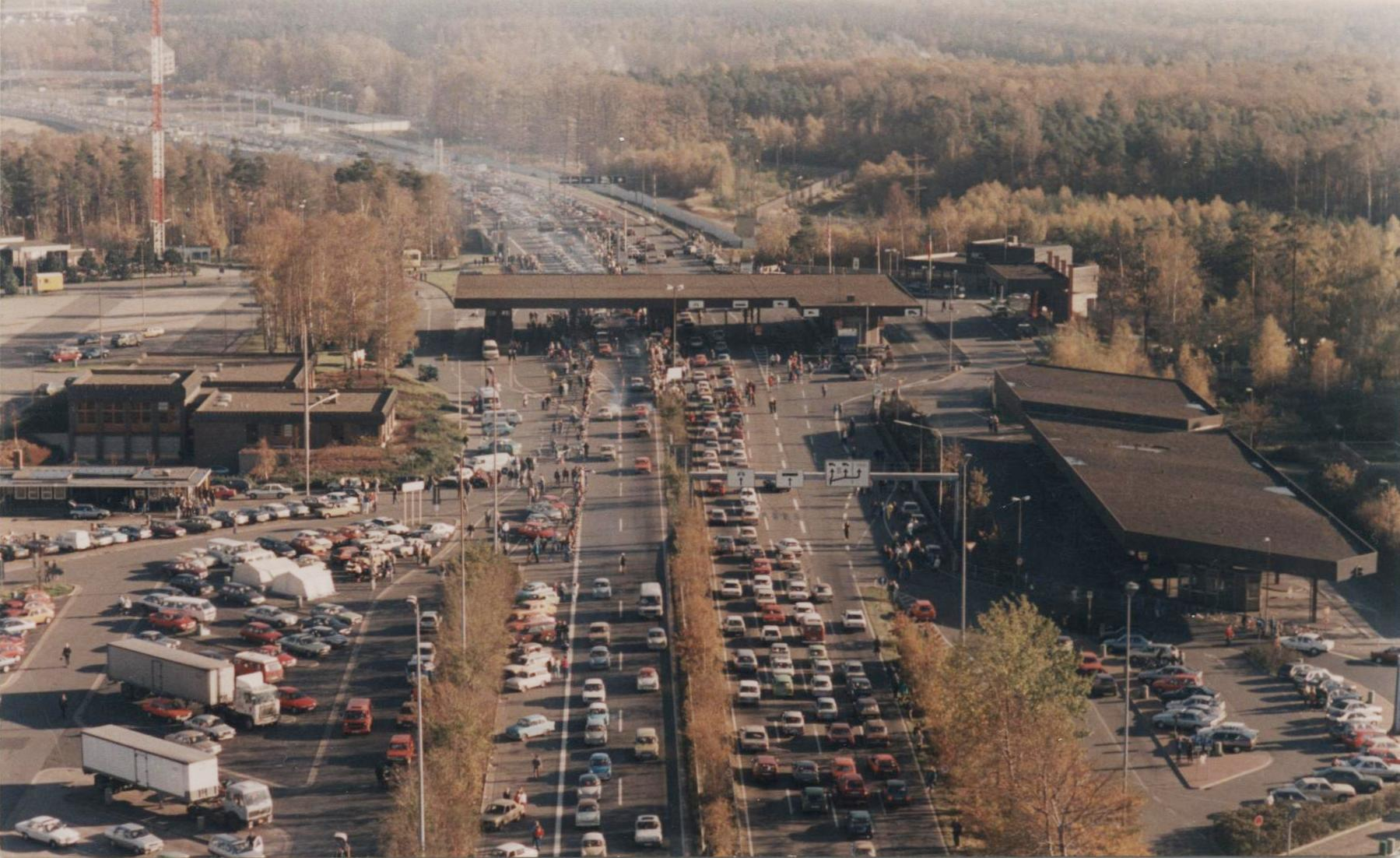
ヘルムシュテット/マリエンボルン出入国審査検問所（1989年11月、ベルリンの壁崩壊直後）